# مومبالدونه
مومبالدونه (به ایتالیایی: Mombaldone) یک کومونه در ایتالیا است که در استان آسته واقع شده‌است. مومبالدونه ۱۲٫۲ کیلومترمربع مساحت و ۲۳۲ نفر جمعیت دارد و ۲۱۹ متر بالاتر از سطح دریا واقع شده.